# Elefterios Venizelos
Elefterios Venizelos (punog imena Elefterios Kyriákou Venizélos, grčki: Ελευθέριος Κυριάκου Βενιζέλος) (* Murnies kod Kanije 23. kolovoza 1864. - † Pariz 18. ožujka 1936.) bio je poznati grčki revolucionar, državnik i jedan od najutjecajnijih političara 20-og stoljeća. Višekratni pobjednik na grčkim izborima te potom premijer Grčke (1910. – 1920., 1928. – 1932.) Venizelos je duboko utjecao na oblikovanje suvremene Grčke države, tako da ga zovu  tvorcem moderne Grčke države.
Na političku pozornicu stupio je zbog svoje angažiranosti u borbi za političku neovisnost Krete, te kasnijeg ujedinjenja s Grčkom. Iz Krete je krenuo u Atenu i postao premijer koji je trebao riješiti zastoj u rješenju političkih problema. Proveo je značajne reforme u cilju modernizacije Grčkog društva naročito vojske. Venizelos je imao i značajnu ulogu u osnutku Balkanskog saveza neposredno prije početka Balkanskih ratova 1912. – 1913., a što je Grčkoj pomoglo u budućim sukobima.
Pomoću vještih diplomatskih manevara za njegovih premjerskih mandata se Grčka dvostruko teritorijalno uvećala pripojenjem Makedonije, Epira i velikog dijela Egejskih otoka.
Za Prvog svjetskog rata (1914.–1918.), Venizelos je odveo Grčku na pobjedničku stranu sila Antante, što je naknadno Grčkoj pomoglo da opet poveća teritorij. Njegova prosaveznička politika dovela ga je u otvoren sukom s kraljem Otonom I., te dovela Grčku do podjele i osnutka dvije paralelne vlade. Ta podjela utjecala je na život Grčke desetljećima nakon toga. 
No Grčka je zvog sudjelovanja na pobjedničkoj strani nagrađena dozvolom da se teritorijalno uveća na račun Turske u Anatoliji (esklava kod Smirne i Istočne Tracije) - gotovo do potpunog ostvarenja ideje grčkih nacionalista - Velike Grčke (Megali Idea). No i pored tako velikih uspjeha Venizelas je pobjeđen na izborima 1920. od strane podupiratelja kralja Otona I., tako da je otišao u dobrovoljno izgnanstvo iz zemlje, te nije sudjelovao u aktivnostima za vrijeme Grčko-turskog rata 1919. – 1922., ali se angažirao na Mirovnim pregovorima u Lausanni na kojima je dogovorena velika razmjena stanovništva između Grčke i Turske.
U zadnjoj fazi svog političkog života Venizelos je uspio obnoviti i normalizirati odnose Grčke sa susjedima a radio je na daljnim ustavnim i gospodarskim reformama. Već umirovljeni Venizelos, vraća se 1935. godine u polički život kako bi podržao vojni udar, ali je doživio neuspjeh to je oslabilo njegovu vlastitu tvorevinu Drugu Grčku Republiku.

## Životopis

### Mladost i školovanje
Njegovi predci iz 18. stoljeća zvali su se Cravates i živjeli su u Mistri pored Sparte na Peloponezu.  Za vrijeme albanske invazije na Peloponez 1770., najmlađi član obitelji Cravates, Venizelos Cravates, izbjegao je na Kretu. Njegova djeca prezvala su se Venizelos.
Elefterios je rođen 23. kolovoza 1864. u selu Murnies (danas se zove njemu u čast Elefterios Venizelos) pored Hanije u tada osmanskoj Kreti u obitelji grčkog nacionalista Kiriakosa Venizelosa, vrlo agilnog Kretskog ustanika. Nakon gušenja Kretskog ustanka (1866. – 1869.) obitelj Venizelos pobjegla je na otok Siros (tada u okviru Grčke), jer se bojala odmazde zbog svog učešća u pobuni protiv Turaka, tu su ostali sve dok nije proglašena amnestija za Kretske pobunjenike 1872. godine. Elefterios je na Sirosu završio osnovnu i srednju školu, te je nakon toga otišao na studij prava u Atenu. Na Kretu se vratio 1886. i počeo raditi kao odvjetnik u Haniji.

### Ulazak u politički život
U tad vrlo nestabilnim i složenim političkim prilikama na Kreti (autonomija pod turskim sultanom, ali pod patronatom velikih sila) Venizelos postaje član Liberalne stranke na Kreti, i uspjeva postati njihov zastupnik nakon izbora 2. travnja 1889. Kreta je bila eksplozivni lonac, većinsko grčko stanovništvo otoka dizalo je stalne bune protiv otomanske vlasti (1821., 1833., 1841., 1858., 1866., 1878., 1889., 1895., 1897.) želivši kao krajnji svoj cilj ujedinjenje s Grčkom. Venizelos je skrenuo pažnju na sebe i postao mitološka figura Grčkih ustanika za vrijeme predizbornih aktivnosti u veljači 1897. godine. Tada se stavio na čelo jedne radikalne grupe grčkih ustanika (2000 ljudi) u mjestu Malaxa pored Hanije, koja izvršila napad na otomanske postrojbe u mjestu Akrotiri - strateškoj točki koja dominira Kanijskim zaljevom. Kako su tad velike sile bile garant mira i stabilnosti na Kreti, zapovjednici savezničkih brodova naredili su Grcima da se povuku i skinu zastavu, Venezelos je to odbio, rekavši da će radije svi izginuti nego skinuti zastavu, i tako uspio pokolebati moćnu savezničku flotu.Čitav taj događaj doživio je u Grčkoj javnosti lavinu komentara i inačica, opjevan je u brojnim pjesmama koje su Venizelosa uzdizala do nivoa antičkih heroja.

#### Venizelosovo djelovanje na Kreti
Venizelos je bio radikalni Grčki nacionalist, kojem je krajnji cilj bio ujedinjenje s Grčkom (Enozis) i protjerivanje svih Turaka s Krete. Nakon Kretskog ustanka 1897. i Grčko-turskog rata 1897. u kojem su Grci zapravo gubili bitke s osmanskom vojskom, a naročito nakon tadašnjih velikih medijskih događaja poput masakra u Heraklionu - došlo je do intervencije tadašnjih velikih sila; Britanije, Francuske, Austro-Ugarske, Rusije i Italije. One su poslale svoje brodove na Kretu, koji su protjerali osmanske jedinice s Krete. Nakon toga Kreta je postala neovisna država pod pokroviteljstvom tadašnjih velikih sila; Britanije, Francuske, Rusije i Italije (njihove jedinice zapravo su okupirale Kretu). Na čelo te države kratkog vijeka postavljen je grčki kralj Đuro I. koji je postao je Visoki povjerenik za Kretu, on je uzeo Venizelosa kao ministra pravosuđa (1899. – 1901.). Venizelos je pomogao ustanovljenju te države napisavši joj ustav, i kod organizacije vlasti, no ubrzo se počeo razilaziti sa svojim šefom Đurom I., oko praktičnih pitanja - kako i kojim tempom ostvariti krajnje ciljeve. Zbog svog radikalizma 
Venizelos je istjeran iz vlade, tako je postao vođa oporbe protiv kralja Đure I., nakon oružane pobune u Terisu (1905.), iza koje je stajao Venizelos - Đuro I. bio je prinuđen podnijeti ostavku na mjesto Visokog povjerenika za Kretu (to su tražile i Velike sile), a na njegovo mjesto postavljen bivši grčki premijer Aleksandros Zaimis. Ubrzo je osnovana Kretska žandarmerija, pa su se savezničke jedinice počele povlačiti s Krete. Na isti dan kad je proglašena Aneksija Bosne i Hercegovine 6. listopada 1908. Kretska skupština proglasila je ujedinjenje s Kraljevinom Grčkom (dan prije je Bugarska proglasila neovisnost od Turske).

#### Politički život u Grčkoj
Nakon političke krize 1910. koju je izazvala vojska, došlo je do raspuštanja Grčke skupštine i raspisivanja novih izbora za 8. kolovoza 1910., Venizelos se preselio u Atenu i sudjelovao na izborima natječući se za mjesto zastupnika na listi nezavisnih. Zahvaljujući svojoj reputaciji stečenoj na Kreti uspio je ući u parlament, uskoro je postao lider nezavisnih poslanika, koji su pobijedili na izborima. Nakon toga osniva vlastitu Liberalnu stranku (Κόμμα Φιλελευθέρων) te već u listopadu postaje Grčki premijer.  Njegova vlada provela je brojne gospodarske, političke i upravne reforme u zemlji. Osobitu pažnju Venizelos je posvetio vojsci i mornarici, što se pokazalo dobrim ulaganjem jer su ubrzo uslijedili Balkanski ratovi u kojima su Grci uspjeli osloboditi (zauzeti) teritorije na sjeveru Epir, Makedoniju i veliki dio Egejskih otoka. Istovremeno otpočeli su i njegovi sukobi s novim kraljem Konstantinom I. koji će kulminirati za I. svjetskog rata.

#### Venizelosovo djelovanje za Prvog svjetskog rata
Sukob između Venizelosa i Konstantina I. dramatično se povećavao tijekom Prvog svjetskog rata. Grčka je na početku rata bila neutralna, Venizelos je od samog početka bio probritanski usmjeren i podržavao je savez s Antantom, čvrsto vjerujući da će u tom sukobu pobijediti sile Antante. 
Konstantin je pak (Grci su bili uvjereni da je to zbog njemačkog porijekla) bio za to da Grčka ostane neutralna u tom sukobu. Nakon čitavog niza mučnih rasprava na tu temu, Venizelos je podnio ostavku na svoj premijerski položaj 21. veljače 1915. godine, i time izazvao parlamentarnu krizu. Na izvanrednim izborima njegova Liberalna stranka je pobijedila te je Venizelos ponovno formirao novu vladu, ali su se njegovi sukobi s kraljem nastavili, te je nakon Konstantinovog pritiska ponovno podnio ostavku u prosincu 1915. 
godine i otišao na Kretu. Istovremeno u Solunu se iskrcala saveznička vojska koja je tamo poslana da oformi novi front prema Centralnim silama.
Sukob između kralja i Venizelosa produbio se i doveo do događaja koji Grci zovu - Veliki narodni raskol, koji je obilježio grčki politički život za nekoliko sljedećih decenija. Venizelosove pristaše iz Grčke vojske uz pomoć francuskih visokih časnika, izveli su 30. kolovoza 1916. vojni puč, i osnovali "Privremenu vladu narodne odbrane". Ta vlada kontrolirala je sjevernu Grčku, Kretu i veći dio egejskih otoka, dok je kralju ostao jug zemlje. Ubrzo su saveznici priznali sjevernu vladu kao jedinu legitimnu, a ona je 7. prosinca 1916. objavila rat Centralnim silama. U međuvremenu su saveznici povećali pritisak brojnim ultimativnim zahtjevima na kralja Konstantina I., te je on 15. lipnja 1917. otišao u izgnanstvo. Venizelos se već 29. svibnja 1917., vratio u Atenu i preuzeo vladu, te odmah potpisao ulazak Grčke u savez s Antantom. U vrlo kratkom roku uspio je mobilizirati Grčku vojsku (koja je iako podijeljena na monarhiste i venizeloste) uspjela do jeseni 1918. sakupiti čak 9 divizija, te je tako postala najveća savezničke vojska na makedonskom frontu. Rat se nakon toga brzo primakao kraju, već 30. rujna 1918. bugarska vlada zatražila je primirje a ubrzo je došao i kraj rata 11. studenog 1918. godine.

#### Venizelosova uloga u mirovnim pregovorima i poluegzil
Po završetku rata, Venizelos je bio predstavnik Grčke na Pariškoj mirovnoj konferenciji, 1919. godine. On je bio i sudionik i potpisnik Mirovnih pregovora s Bugarskom iz Neuillya (predgrađe Pariza) 1919. kao i Mirovnih pregovora u Sèvresu s Turskom. 
Nakon svih tih mirovnih pregovora i potpisanih ugovora Grčkoj je odobreno zaposjedanje Istočne Tracije i područja oko grada Smirne u Anatoliji. Diplomatski uspjesi Venizelosa navukli su bijes njegovih protivnika, tako da je već pri povratku s tih pregovora na njega je izvršen atentat na glavnoj željezničkoj stanici u Parizu. Venizelos je preživio, te se nakon oporavka, trijumfalno vratio u Grčku, gde je dočekan kao nacionalni heroj onaj koji je ostvario gotovo cijelu Veliku Grčku. Ubrzo je uslijedio šok na 
izborima održanim 1920. - Venizelos je izgubio, odmah nakon toga objavio je da se povlači iz politike i otišao u dobrovoljno izgnastvo iz zemlje u Pariz.
U politiku se vratio na mala vrata, sudjelujući na Mirovnim pregovorima u Lausanni s Turskom nakon Grčko-turskog rata 1919. – 1922. on je u ime Grčke potpisao mir s Turskom 24. srpnja 1923. godine.
Nakon propalog pro-rojalističkog ustanka pod vodstvom generala Joannisa Metaxasa prisiljeni kralj Đuro II. u progonstvo, Venizelos se vratio u Grčku i postao je predsjednik vlade još jednom. Međutim, opet je otišao 1924. godine, nakon svađe s anti-monarhistima.

#### Povratak u politiku
U politiku se na velika vrata vratio nakon izbora održanih 5. srpnja 1928., tad je njegova stranka pobijedila na izborima, a on preuzeo vlast. Kako su biračima obećali nove izbore, to su obećanje i ispunili te su u kolovozu te iste godine i održani, ovaj put Venizelosovi Liberali osvojili su 228 od 250 poslaničkih mjesta. Venizelos je bio predsjednik vlade do 1932. godine. Kako je to bilo doba velike gospodarske krize, njegova politička karizma je blijedila te je izgubio na izborima 1932. godine. No već 1933. ponovno je meta atentatora, nakon čega je došlo do dramatičnog pogoršanja političkih prilika u Grčkoj i velikih uličnih demonstracija. Nakon toga Venizelos je pokušao uz pomoć vojske (general Nikolaos Plastiras) preuzeti vlast u dva neuspjela vojna udara (1933. i 1935.), nakon drugog neuspješnog udara Venizelos je protjeran iz zemlje. Uslijedila su masovna hapšenja njegovih pristaša, a nakon provedenog referenduma Grčka je ponovno postala monarhija te je ustoličen novi kralj Đuro II.

### Egzil i smrt
Venizelos je posljednje dane proveo u Parizu u krugu brojne grčke zajednice, umro je 18. ožujka 1936. godine nakon toga brojne njegove pristalice priredile su veliki ispraćaj njegova tijela u Grčku. Sahranjen je u mjestu Akrotiri, na Kreti, mjestu gdje je otpočeo mit o njemu.

## Pogledajte i ovo
- Povijest Grčke